# Domitianus
Titus Flavius Domitianus (24. října 51, Řím – 18. září 96, Řím) byl římský císař z flaviovské dynastie (69–96) panující od 14. září 81 do 18. září 96. Byl mladším synem císaře Vespasiana a současně posledním flaviovským vladařem. K moci se dostal po smrti svého bratra Tita, který byl postižen těžkou chorobou. Na rozdíl od svých předchůdců, kteří byli přímo ukázkovými vzory panovníků, se Domitianus stal vzorem tyrana na trůně. Za jeho vlády došlo k novým sporům se senátem a k jeho krutému pronásledování. Domitianus zavedl síť placených udavačů, mrhal státními prostředky. Uplatňováním zákona o urážce majestátu překonal dokonce i císaře Nerona a čekal ho i podobný osud. V září roku 96 byl svými odpůrci (v čele s vlastní manželkou Domitií) zavražděn.

## Rodina a osobnost
Domitianus se narodil v roce 51 v Římě jako druhý syn budoucího císaře Vespasiana a Flavie Domitilly do poměrně chudých poměrů. Dostalo se mu vzdělání ve svobodných uměních, on je však později již dále nerozvíjel. Byl schopným řečníkem a pokoušel se i o drobné literární útvary. Údajně vydal spisek o pěstování vlasů.
Suetonius nám zanechal popis jeho vzhledu: „Postavu měl urostlou, tvář skromnou a plnou červeně, oči veliké, ale krátkozraké. Jinak byl hezký a sličný, zvláště v mládí, a to celým tělem s výjimkou noh, na nichž měl příliš krátké prsty. V pozdějších letech jej hyzdila také pleš, obtloustlé břicho a hubené nohy, ale ty mu zchřadly teprve po dlouhé nemoci.“
Oženil se s Domitií, dcerou význačného Neronova vojevůdce Gnaea Domitia Corbulona, které po svém nástupu na trůn udělil titul augusta. Manželství však nebylo příliš šťastné. Jejich jediný syn zemřel ještě v dětství roku 83. Tato osobní tragédie mohla být jedním z důvodů, proč poté Domitii zapudil, antické prameny však tvrdí, že to bylo kvůli její nevěře s hercem Paridem. Sám Domitianus neměl v tomto ohledu velké skrupule. Suetonius nás informuje, že si náruživě liboval v „lůžkovém zápolení“, a později dokonce udržoval poměr s vlastní neteří, Titovou dcerou Julií, a to i v době, kdy se s Domitií opět usmířili.

## Rok čtyř císařů
Když syrské legie prohlásily Vespasiana v roce 69 císařem, pobýval Domitianus právě v Římě. Spolu se svým strýcem Flaviem Sabinem byli hlavními postavami flaviovské strany. Sabinus se snažil dojednat s Vitelliem podmínky kapitulace, avšak Vitelliovi vojáci obklíčili Vespasianovy přívržence na Kapitolu a po několikadenních bojích, kdy celý Kapitol lehl popelem, se jim jej podařilo dobýt. Sabinus byl zajat a později i zabit, ale Domitianovi se podařilo uprchnout v převlečení za kněze-obětníka a ukrýt se u jednoho z otcových klientů. Vyjít ven se odvážil až po definitivní Vitelliově porážce. Vojáci jej pozdravili jako císařského prince a Domitianus začal působit jako prodloužená ruka Vespasianova v Římě, protože ten se stále ještě nalézal v Judeji. Brzy se však začaly projevovat negativní stránky Domitianovy povahy – využíval až zneužíval všech výhod, které mu jeho pozice nabízela, počínal si velmi pyšně a rozmařile, říká se rovněž, že nenechal jedinou sukni na pokoji – až se jeho otec spěšně odebral do Říma, aby jej umravnil.
V roce 70 se mu dostalo jmenování prétorem s konzulskou pravomocí (praetor urbanus consulari potestate), avšak to bylo na dlouho nejvyšší ocenění, kterého se dočkal. Velmi žárlil na úspěchy a hodnosti svého staršího bratra a dychtil se mu všemožně vyrovnat. Proto velmi uvítal, když na severu Galie vypukla vzpoura místních kmenů, a horlivě se vypravil ji potlačit. Plamen vzpoury byl však uhašen dříve, než dospěl na místo, tudíž musel dále s nevolí sledovat, jak jej bratr zastiňuje svými vojenskými úspěchy. Domitianus se následně stáhl do ústraní a věnoval se vědám a umění.

## Titova krátká vláda
Po Vespasianově smrti se situace začala pomalu měnit. Titus udělil Domitianovi další pocty, v roce 80 si ho vybral za kolegu v konzulátu, a dokonce jej veřejně označoval za svého nástupce – přesto však byl reálný Domitianův vliv stále nulový. Nemůžeme se proto divit, že když Titus náhle zemřel, objevily se spekulace o možném Domitianově podílu na jeho předčasné smrti.

## Domitianus císařem
Nečekaná Titova smrt v roce 81 uvolnila Domitianovi cestu na císařský trůn. Navzdory velmi negativnímu tónu, kterým většina antických historiků líčí jeho vládu, se zdá, že se alespoň z počátku držel zásad vládnutí svých předchůdců. Nechal svého bratra prohlásit bohem a potvrdil veškeré dary a pocty, které Titus udělil. Svědomitě se věnoval soudním povinnostem. Úplatné soudce trestal a nabádal lid, aby se nezdráhal takového člověka ohlásit tribunům lidu, aby proti němu mohlo být řádně zakročeno. Stejně nesmlouvavě se choval i k úředníkům v provinciích, takže, jak uvádí Suetonius, „nikdy nevykonávali svou povinnost skromněji a spravedlivěji“. Přísnými tresty stíhal i udavačství.
Pokračoval v rozsáhlé výstavbě svých předchůdců. Dokončil stavbu Flaviovského amfiteátru, dnešního Kolosea. Kapitol, který za Tita opět vyhořel, znovu vystavěl. Dále nechal postavit Stadion, Odeion, naumachii (stadion pro předvádění námořních bitev) a další budovy. Často pořádal okázalé hostiny pro lid, při kterých hojně rozdával dary.

### Tradicionalista
Domitianus velmi lpěl na starých tradicích. V divadle opět zavedl sektory vyhrazené pro jednotlivé stavy. Jako doživotní cenzor vyloučil ze senátu několik osob pro chování příčící se mravům předků (většinou šlo o herce nebo bývalé otroky). Zakázal vyklešťování mužů a velmi brojil proti homosexualitě.
Oddaně uctíval bohy a z nich především Minervu, jak je patrné z mnoha jeho mincí. Na její počest pořádal každoročně Panathénské slavnosti s gladiátorskými zápasy i závody básníků. Opět obnovil prastarý trest pohřbení zaživa, jímž se trestaly Vestiny kněžky, které se poskvrnily stykem s muži.

### Válečník

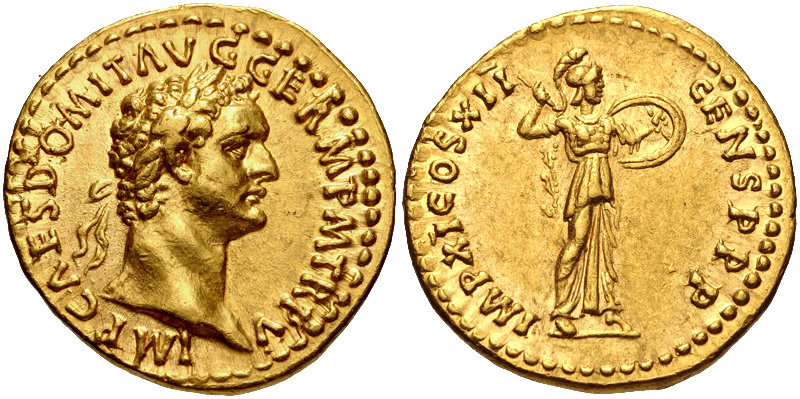
Domitianův aureus, na reverzu bohyně Minerva

Domitianus velmi toužil vyrovnat se co do vojenské slávy svému otci i bratru. Krátce po nástupu na trůn, v roce 83, se vydal na tažení proti germánskému kmeni Chattů, aby se i on mohl pyšnit významným vojenským úspěchem. Skutečné úspěchy tohoto tažení však byly pochybné. Antičtí historikové sdělují, že šlo víceméně o loupeživé nájezdy na kmeny žijící v oblasti Porýní. Ať už to tak bylo, či nikoliv, nezabránilo to Domitianovi v tom, aby po návratu do Říma oslavil velkolepý triumf a na svých mincích se prezentoval jako přemožitel Germánie. V následujících letech zřídil v Porýní dvě nové provincie, Horní Germánii (Germania Superior) a Dolní Germánii (Germania Inferior). Rovněž je doloženo, že dokončil zábor území tzv. Agri Decumates.
Dalším cílem Domitianových výbojů se stalo Podunají. Dunajská hranice byla často znepokojována loupeživými nájezdy Svébů, sarmatských Jazygů a v neposlední řadě i Dáků, kterým tehdy vládl vojensky velmi zdatný Decebalus. Při jednom z nájezdů byl zabit i moesijský správce Oppius Sabinus. Na rozdíl od germánského tažení, kdy vojenské operace vedl císař sám, při pannonských bojích svěřil vedení války svým zástupcům. V první fázi války šli Římané od porážky k porážce. V jedné bitvě byla pobita celá legie i s velitelem Corneliem Fuskem. Rozzuřený Domitianus vytáhl proti Markomanům a Kvádům, kteří v rozporu s dohodou nevyslali do dácké války pomocné sbory. I zde byl však poražen, a tudíž byl donucen uzavřít s Decebalem potupný mír. Decebalus se sice od Domitiana nechal naoko korunovat králem, ve skutečnosti však zůstal i nadále nezávislý. Řím se v mírové smlouvě zavázal platit Dákům pravidelný roční poplatek a nadto i vyslat ke králi odborníky ovládající řemesla mírová i válečná.
I přes zjevný neúspěch se Domitianus nezdráhal prezentovat výsledek války jako své nesporné vítězství a v roce 86 oslavil další triumf. Pro nedostatek zajatců a kořisti údajně pochodovali v triumfu koupení otroci a byly vezeny i předměty z císařských skladů.
Zakrátko byly boje v Dákii opět obnoveny, tentokrát již úspěšněji. Římským legiím se pod velením Tettia Juliana podařilo porazit Decebalovy oddíly u Tapae v roce 88, přesto však k definitivnímu ukončení dáckých válek došlo až za císaře Traiana.
Celkově byl Domitianus u vojska velmi oblíben, nejspíše i díky tomu, že zvedl žold o třetinu, ze 300 sesterciů na 400. Dobrým příkladem jeho oblíbenosti u vojáků je fakt, že po jeho zavraždění senátoři a lid slavili, kdežto vojska žádala tvrdé potrestání viníků.

### Despota
Vespasianus a Titus, třebaže byli nespornými vládci římské říše, se snažili udržovat korektní vztahy se senátem. Za Domitiana se však situace změnila. Na rozdíl od svých předchůdců se již nijak nesnažil uchovat alespoň zdání autority senátu. Naopak, v senátorech spatřoval hrozbu pro svou moc a podle toho se k nim také choval. Při inauguraci se vyhnul slibu, že nikdy nevztáhne ruku na žádného senátora, jak měli jeho předkové ve zvyku slibovat. Již se nespokojil s titulem prvního mezi senátory (princeps), nýbrž se nechal titulovat jako Pán a Bůh (Dominus et Deus) a tento titul užíval i při oficiálních jednáních. Při oslavě triumfu nad germánskými Chatty v roce 83 si nechal odhlasovat neobvykle vysoké pocty. Nejenže získal právo kdykoliv vstoupit do senátu v šatu triumfátora, nýbrž na počest jeho vítězství byl přejmenován měsíc září na Germanicus a říjen na Domitianus. Když se v roce 85 nechal jmenovat doživotním censorem, stal se tak de facto neomezeným pánem senátu s pravomocí rozhodovat o vylučování a přijímání jeho členů. Není divu, že jeho vztahy se senátem tak byly dosti napjaté. To bylo živnou půdou pro Domitianovu podezíravost. Postupně začalo přibývat skutečných či domnělých spiknutí proti němu a mnozí senátoři a jezdci skončili na popravišti.
Olej do ohně ještě přililo povstání Lucia Antonia Saturnina, velitele legií v Horní Germánii, v roce 89. Třebaže bylo rychle potlačeno zásahem císařova velitele Lucia Maxima a veškeré kompromitující dokumenty byly zničeny, Domitianus jej využil k dalším represím proti svým odpůrcům. Mezi nejznámější Domitianovy oběti náleží např. Herennius Senecio, Arulenus Rusticus a Neronův propuštěnec Epafroditos.

## Smrt
Na sklonku Domitianovy vlády se nemohli cítit v bezpečí ani nejbližší příbuzní Flaviovců. V roce 95 nechal císař zavraždit svého bratrance a spolukonzula Flavia Clementa, ačkoliv jeho malé syny Vespasiana a Domitiana určil za své nástupce. Důsledkem vraždění, kdy si nikdo nemohl být jist vlastním životem, bylo spiknutí, které nakonec stálo Domitiana život.
Jeho hlavními organizátory byli císařovi správci Parthenius, Sigerius, Entellus a Stephanus, síť spiklenců však byla pravděpodobně mnohem širší. Dle zmínek historiků o něm přinejmenším věděla i císařovna Domitia a městští prefekti Norbanus a Petronius Secundus. Plán vraždy byl prostý, ale pečlivě připravený. Spiklenci věděli, že Domitianus má ve zvyku si po zasedání na soudu na chvíli zdřímnout, a toho hodlali využít. Když se císař jako obvykle odebral na lože, vpadl do ložnice Stephanus, který byl ze spiklenců nejsilnější, a po krátkém zápase usmrtil císaře několika dobře mířenými ranami dýkou.
Smrt nenáviděného panovníka přivítal senát s nadšením. Jeho sochy a obrazy byly zničeny a jeho památka prokleta. Ne všichni však měli z Domitianovy smrti radost. U vojska, zejména u pretoriánů, byl císař poměrně oblíben, pročež tam byla zpráva o jeho smrti přijata nelibě. Prefekt pretoriánů Casperius Aelianus si následně vymohl na Domitianovu nástupci císaři Nervovi potrestání předních spiklenců.